# Brańsk
Brańskⓘ é um município no nordeste da Polônia. Pertence à voivodia da Podláquia, no condado de Bielsk. Brańsk é a sede das autoridades da comuna rural de Brańsk, bem como da paróquia católica da Assunção da Bem-Aventurada Virgem Maria.
Brańsk recebeu os direitos de cidade em 1440. Nos anos 1969–1972, a cidade foi a sede das autoridades da comunidade de Brańsk. Nos anos 1975–1998, a cidade pertencia administrativamente à voivodia de Białystok.
Foi a cidade real da Coroa do Reino da Polônia no condado de Brańsk, na Terra de Bielsk-Biała, voivodia da Podláquia em 1795. O local onde os sejmiks da região de Bielsk realizaram reuniões do século XVI à primeira metade do século XVIII.
Está situado na planície de Bielsk, no rio Nurzec, na rota de Varsóvia para Bielsk Podlaski e Białowieża.
Estende-se por uma área de 32,4 km², com 3 467 habitantes, segundo o censo de 31 de dezembro de 2023, com uma densidade populacional de 107 hab./km².

## Estrutura da área
Segundo os dados de 2002, Brańsk tem uma área de 32,4 km², incluindo:
- Terras agrícolas: 66%,
- Terras florestais: 27%.

## Demografia
Conforme os dados do Escritório Central de Estatística da Polônia (GUS) de 31 de dezembro de 2024, Brańsk é uma cidade muito pequena com uma população de 3 467 habitantes (22.º lugar na voivodia da Podláquia e 685.º na Polônia), tem uma área de 32,4 km² (9.º lugar na voivodia da Podláquia e 168.º lugar na Polônia) e uma densidade populacional de 107 hab./km² (34.º lugar na voivodia da Podláquia e 963.º lugar na Polônia). Nos anos 2002–2024, o número de habitantes diminuiu 10,0%.
Os habitantes de Brańsk constituem cerca de 6,90% da população do condado de Bielsk, constituindo 0,31% da população da voivodia da Podláquia.
| Descrição                         | Total      | Total    | Mulheres   | Mulheres | Homens     | Homens   |
| --------------------------------- | ---------- | -------- | ---------- | -------- | ---------- | -------- |
| unidade                           | habitantes | %        | habitantes | %        | habitantes | %        |
| população                         | 3 467      | 100      | 1 702      | 49,1     | 1 765      | 50,9     |
| superfície                        | 32,4 km²   | 32,4 km² | 32,4 km²   | 32,4 km² | 32,4 km²   | 32,4 km² |
| densidade populacional (hab./km²) | 107        | 107      | 52,5       | 52,5     | 54,5       | 54,5     |

Segundo o Censo de 1921, a cidade era habitada por 3 739 pessoas, incluindo 1 474 católicos, 100 ortodoxos e 2 165 judeus. Ao mesmo tempo, 1 530 habitantes declararam nacionalidade polonesa, 32 bielorrussa, 2 165 judeus e 12 russos. Havia 493 edifícios residenciais.

## Toponímia
O nome da cidade vem do Bronka, um rio no leste da Polônia com 19 km de comprimento, afluente da margem direita do rio Nurzec.
Ele flui a leste de Grabowiec e deságua no Nurzec acima de Brańsk.

## História
Perto da cidade, há a cultura arqueológica das ânforas esféricas. Nos séculos X e XI havia em Brańsk uma cidade fortificada em um lugar conhecido hoje como o Zamczyskiem.

### Século XIII

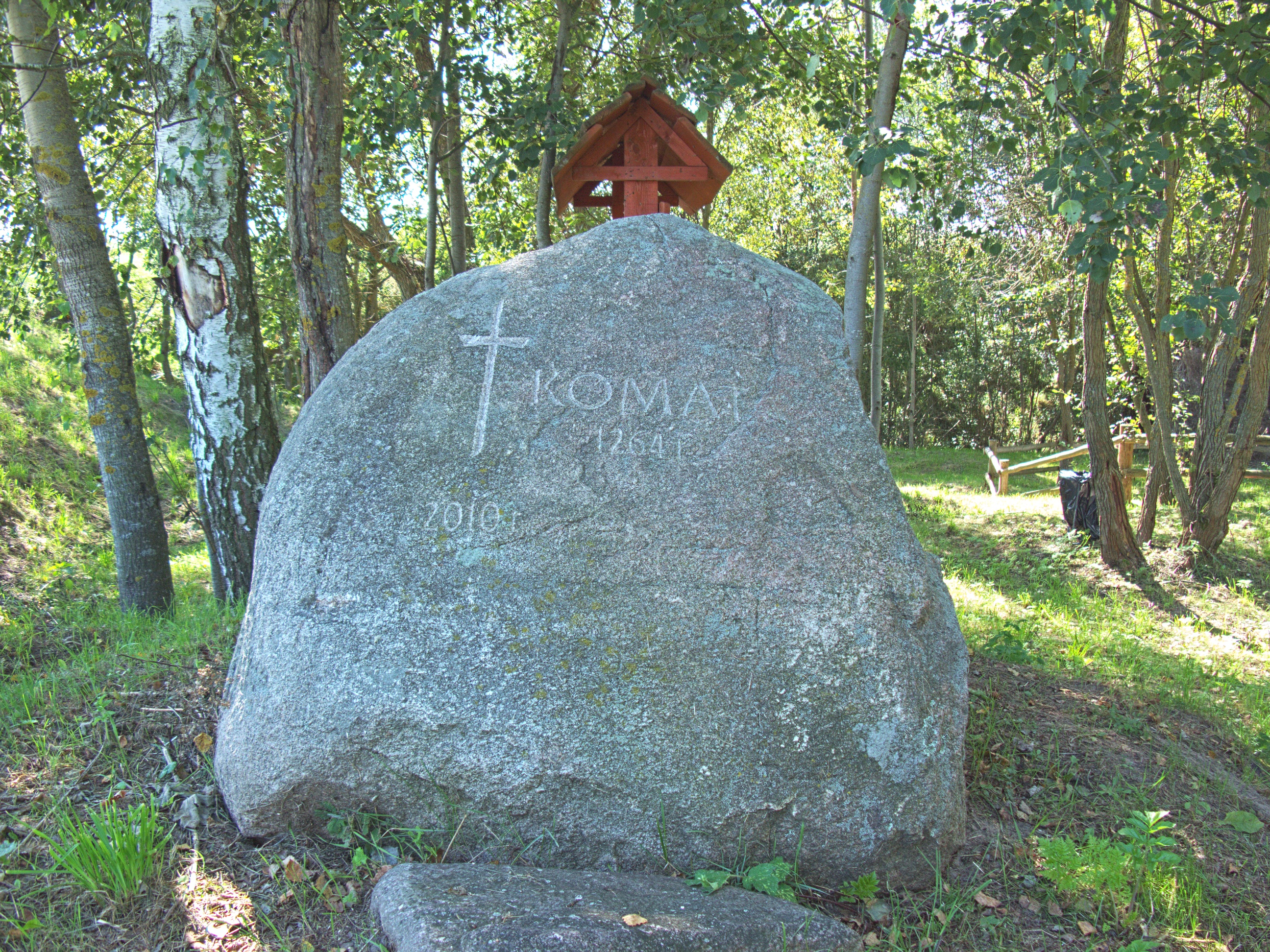
Bosque de Kumat perto de Brańsk

No bosque “Kumat”, na parte leste da cidade, em 23 de junho de 1264, o exército polonês do príncipe Boleslau, o Casto, travou uma batalha vitoriosa com os jatvíngio sob a liderança do comandante Kumat (Komat).

### Século XIV
Em 1366, o rei Casimiro, o Grande, entregou essas terras à Lituânia. Por algum tempo pertenceu à propriedade do Duque da Mazóvia, Janusz I, o Velho.

### Século XV
A partir de 1413, a cidade fazia parte da voivodia de Troki. Em 1430 foi mencionada como Bransko. Por volta de 1440–1444, pertenceu temporariamente ao Duque da Mazóvia, Boleslau IV. Foi então que ocorreu a fundação da cidade sob a lei de Chełmno e a criação de uma paróquia católica (a primeira menção é feita em 1446). Como a primeira cidade na Podláquia, em 18 de janeiro de 1493, Brańsk foi fundada sob a Lei de Magdeburgo pelo Grão-Duque da Lituânia, Alexandre Jagelão.

### Século XVI
O século XVI foi o auge do desenvolvimento da cidade. Seus habitantes negociavam especialmente madeira e, em menor grau, grãos. A partir de 1532, os sejmiks dos nobres eram realizados na cidade. Em 1530 foi fundada uma escola paroquial. Havia também um hospital e uma igreja-hospital do Espírito Santo. Nos anos de 1533 a 1556, o condado de Brańsk foi administrado pelos agentes da rainha Bona Sforza e, em seguida, os direitos foram passados para o rei Sigismundo II Augusto. A primeira menção de uma igreja ortodoxa em Brańsk vem de 1558. Naquela época, quase metade dos habitantes da cidade eram rutenos. Em 1569, a pedido dos habitantes da cidade, o rei Sigismundo II Augusto incorporou a cidade à Coroa do Reino da Polônia. Em 1591, um incêndio consumiu metade da cidade.

### Século XVII
Em 1628, o tribunal de terras condenou à morte 26 bandidos que estavam envolvidos em roubos há mais de um ano. Em 1633, conforme as disposições da União de Brest, a igreja ortodoxa foi transferida para a paróquia Uniata (católica-grega). Em 1652 a cidade foi atingida por uma epidemia. Nos anos 1653–1670, Bogusław Radziwiłł foi o starosta de Brańsk. A grande destruição da cidade pelas tropas polonesas, suecas, da Transilvânia, tártaras e especialmente de Moscou em janeiro de 1660 remonta a essa época.

### Século XVIII
Em 1761, no sejmik local, o futuro rei da Polônia, Estanislau Poniatowski, foi eleito deputado à assembleia-geral.

### Sob as partições da Polônia

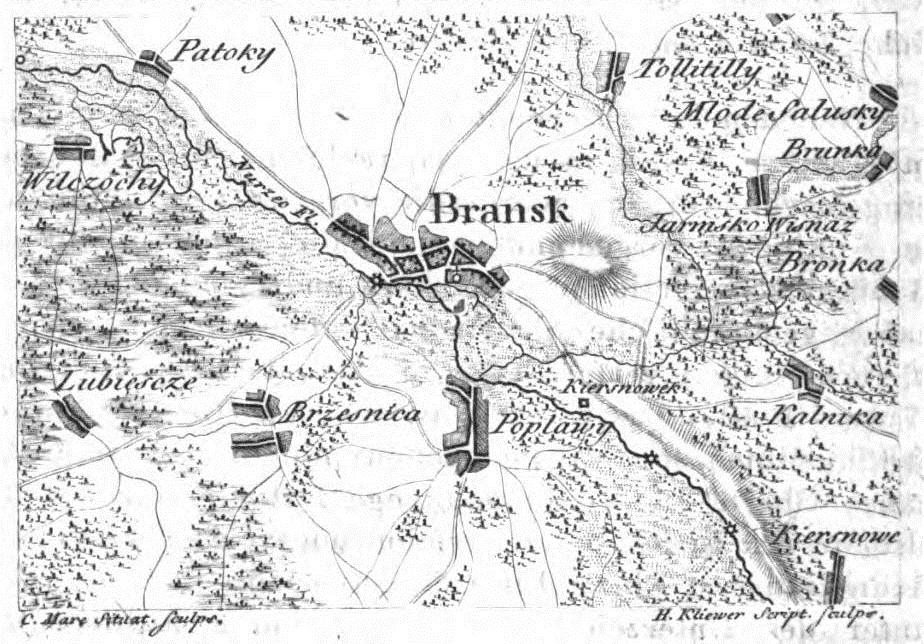
Planta da cidade de Brańsk em 1804

Brańsk esteve primeiro sob o domínio prussiano e depois, após os Tratados de Tilsit em 1807 — sob o domínio russo. Uma grande comunidade judaica se instalou em Brańsk no século XIX, que se tornou independente em 1820 e estabeleceu sua própria estrutura organizacional teocrática (kehilla). Em 1807, os judeus constituíam 7% da população de Brańsk. Noventa anos depois, segundo o censo de 1897, os judeus constituíam 58% da população de 4 087. Cerca de 89% dos então habitantes judeus de Brańsk vieram de fora do condado de Bielsk. A maioria deles eram refugiados da Rússia, conhecidos como lituanos. Em janeiro de 1826, o único grande dezembrista na Polônia (grupo de conspiradores/revolucionários da nobreza russa ocorreu aqui, quando os soldados do batalhão local de sapadores do Corpo Lituano Independente se recusaram a jurar fidelidade ao czar russo Nicolau I. Os próximos motins armados ocorreram durante o Levante de Novembro — setecentos soldados do coronel Dezydery Chłapowski marcharam por Brańsk na segunda metade de maio de 1831 a caminho da Lituânia. Em 1839, conforme as disposições do sínodo de Polotsk, a Igreja Uniata foi transferida para a paróquia ortodoxa. A partir de 1842, a cidade fazia parte do condado de Bielsko no governorado de Grodno. Motins militares ocorreram durante a Revolta de Janeiro. A cidade foi fortemente danificada durante a Primeira Guerra Mundial.

### Segunda República Polonesa
Em 1919, a cidade voltou às fronteiras do Estado polonês. Em 30 e 31 de julho de 1920, uma batalha ocorreu aqui durante a Guerra polaco-bolchevique.
Em 1929, a cidade tinha 3 739 habitantes. O prefeito era Stanisław Kołoszko e o comandante do Corpo de Bombeiros Voluntários era Antoni Lubicki.
Havia uma igreja católica e uma igreja ortodoxa, que, no entanto, foi fechada e demolida em 1930. Havia um hospital da Cruz Vermelha polonesa. O Sindicato dos Comerciantes e o Sindicato dos Artesãos estavam em atividade. Havia dois laticínios, quatro moinhos e quatro moinhos de vento.

### Segunda Guerra Mundial

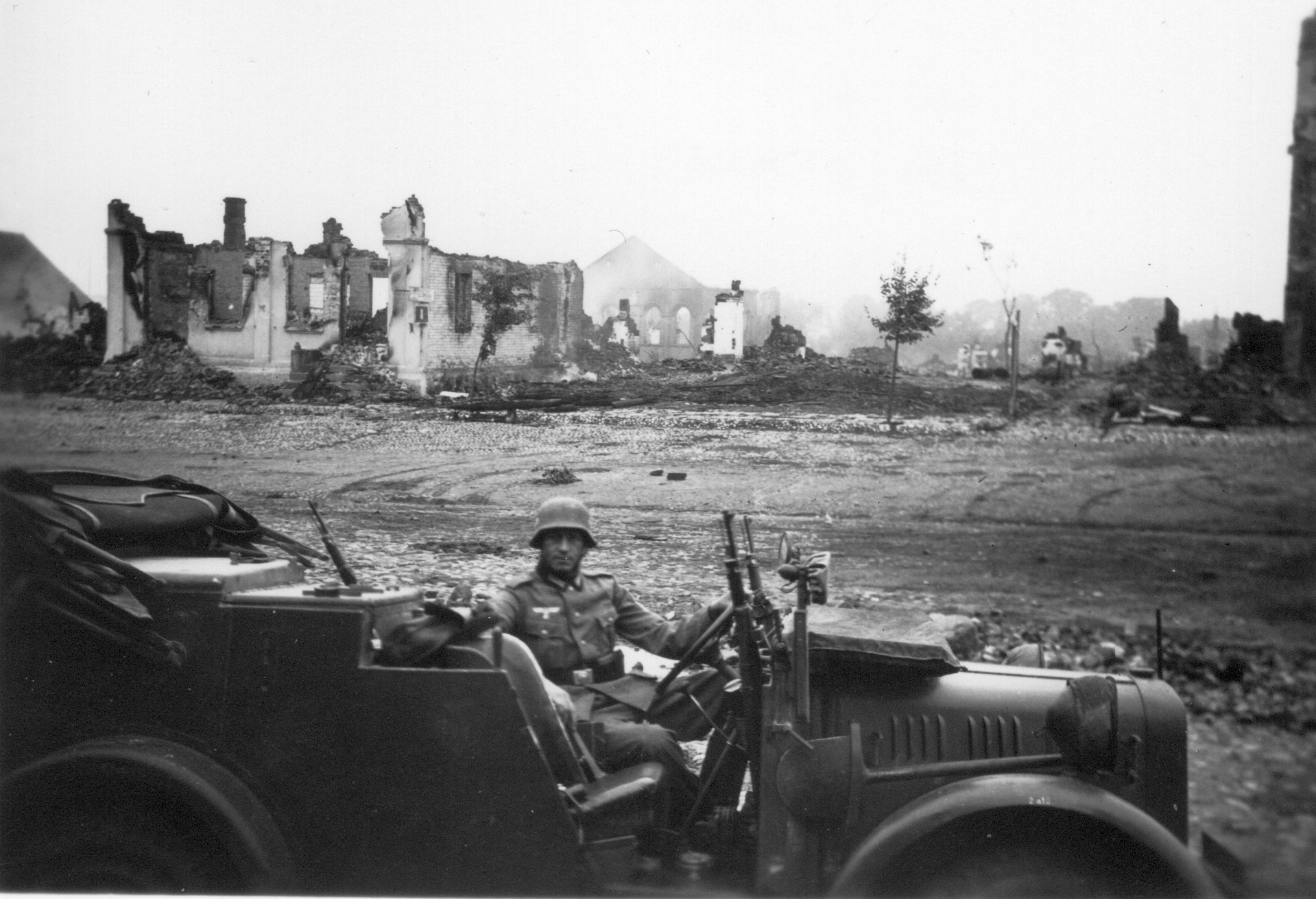
Brańsk após a ocupação pela Wehrmacht em 1939, ruínas visíveis da cidade

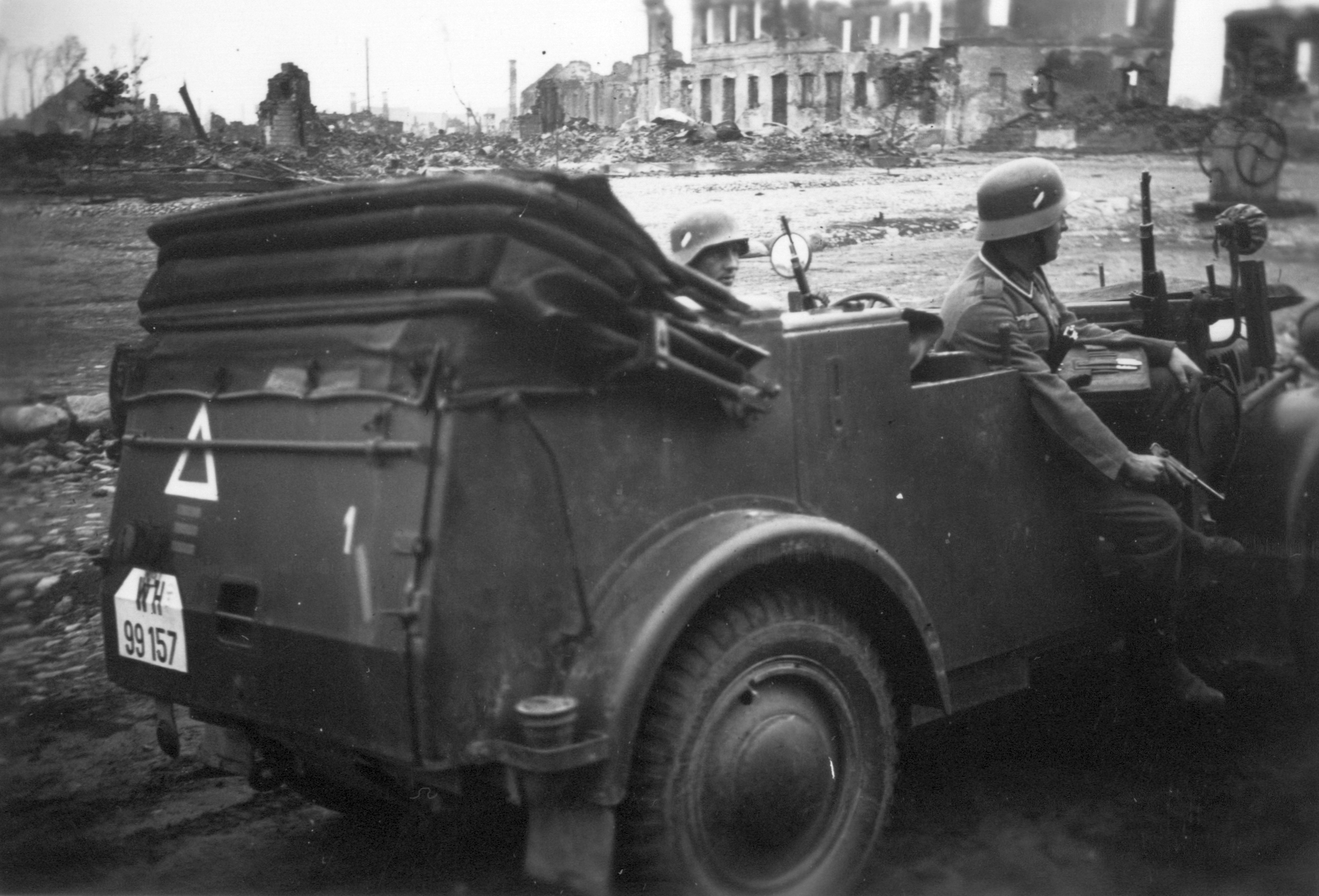
Soldados da Wehrmacht em um carro, 1939

Em 10 de setembro de 1939, Brańsk foi tomada pelas unidades alemãs do major-general Ferdinand Schaal. Sob o Pacto Molotov-Ribbentrop em 24 de setembro de 1939, o Exército Vermelho entrou em Brańsk. Em 1940, as autoridades de ocupação ergueram um monumento a Lenin em Brańsk, destruído no verão de 1941.
Por volta das 18h de 22 de junho de 1941, as principais unidades alemãs da 263.ª Divisão de Infantaria entraram em Brańsk e a capturaram em uma hora. As tropas soviéticas tentaram sem sucesso recuperar Brańsk, e para isso, realizaram contra-ataques à noite e pela manhã. Como resultado, Brańsk foi seriamente danificada.
No outono de 1941, as autoridades alemãs instalaram um gueto para a população judaica em Brańsk. Cerca de 3 mil pessoas passaram pelo gueto. Em novembro de 1942 o gueto foi liquidado. Seus moradores foram transportados para o gueto de Bielsk Podlaski e de lá para o campo de extermínio de Treblinka.
Brańsk foi ocupada pelo Exército Vermelho em 1 de agosto de 1944. Cerca de 35% da cidade foi destruída durante a guerra.

### Após a Segunda Guerra Mundial
Após o fim da guerra, a cidade começou a se desenvolver lentamente: a reconstrução dos edifícios destruídos, incluindo a igreja, começou e a comuna de Brańsk foi criada. Em 15 de março de 1947, Brańsk foi capturada pelos partisans da 6.ª Brigada de Vilnius do Exército da Pátria, sob o comando do capitão Władysław Łukasiuk “Młot”, que desarmou a estação da Milícia Cívica e atirou no vice-comandante para assuntos políticos, membro do Partido Comunista da Bielorrússia Ocidental e do Partido dos Trabalhadores poloneses, Eliasz Ostapczuk, e colaborador do Ministério da Segurança Pública da Polônia.
Em 1977, Brańsk ganhou o prêmio principal no concurso nacional “Mistrz Gospodarności”. Atualmente, é um centro comercial e de serviços de uma região agrícola.

## Monumentos históricos

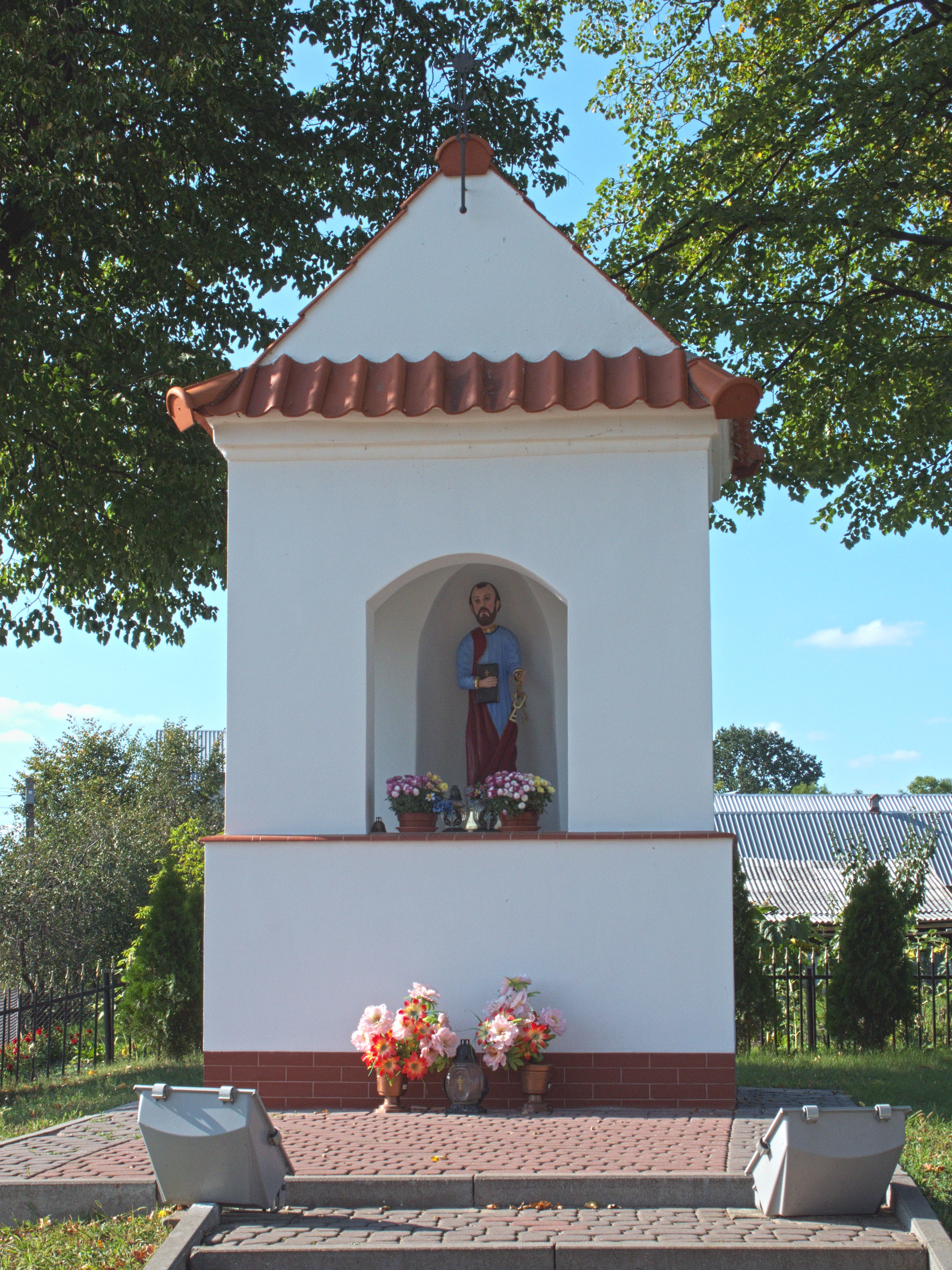
Capela no cruzamento das ruas Binduga e Kilińskiego

- Disposição espacial, 1493 — século XVIII
- Igreja paroquial da Assunção da Bem-Aventurada Virgem Maria, 1859–1862
  - Campanário de 1863
- Capela com uma estátua de São Pedro, ruas Binduga/Jan Kilińskiego, meados do século XIX
- Cemitério católico, 1852
- Cemitério ortodoxo, 1803
- Cemitério judaico
- Casa de madeira, rua Józef Piłsudsk 3, 1900
- Fazenda, rua Józef Piłsudsk 15, séculos XVIII-XIX
  - Casa residencial de madeira,
  - Celeiro,
  - estábulo
- Castro do século XI
- Quartéis czaristas de madeira de 1875–1890

### Monumentos regionais
- Domanowo — igreja de Santa Doroteia do século XVII com campanário da mesma época; um monumento no túmulo dos soldados da Brigada de Cavalaria da Podláquia que morreram em setembro de 1939,
- Kalnica — parque senhorial de meados do século XVIII,
- Klichy — igreja de Nossa Senhora Auxiliadora dos Cristãos.

## Educação

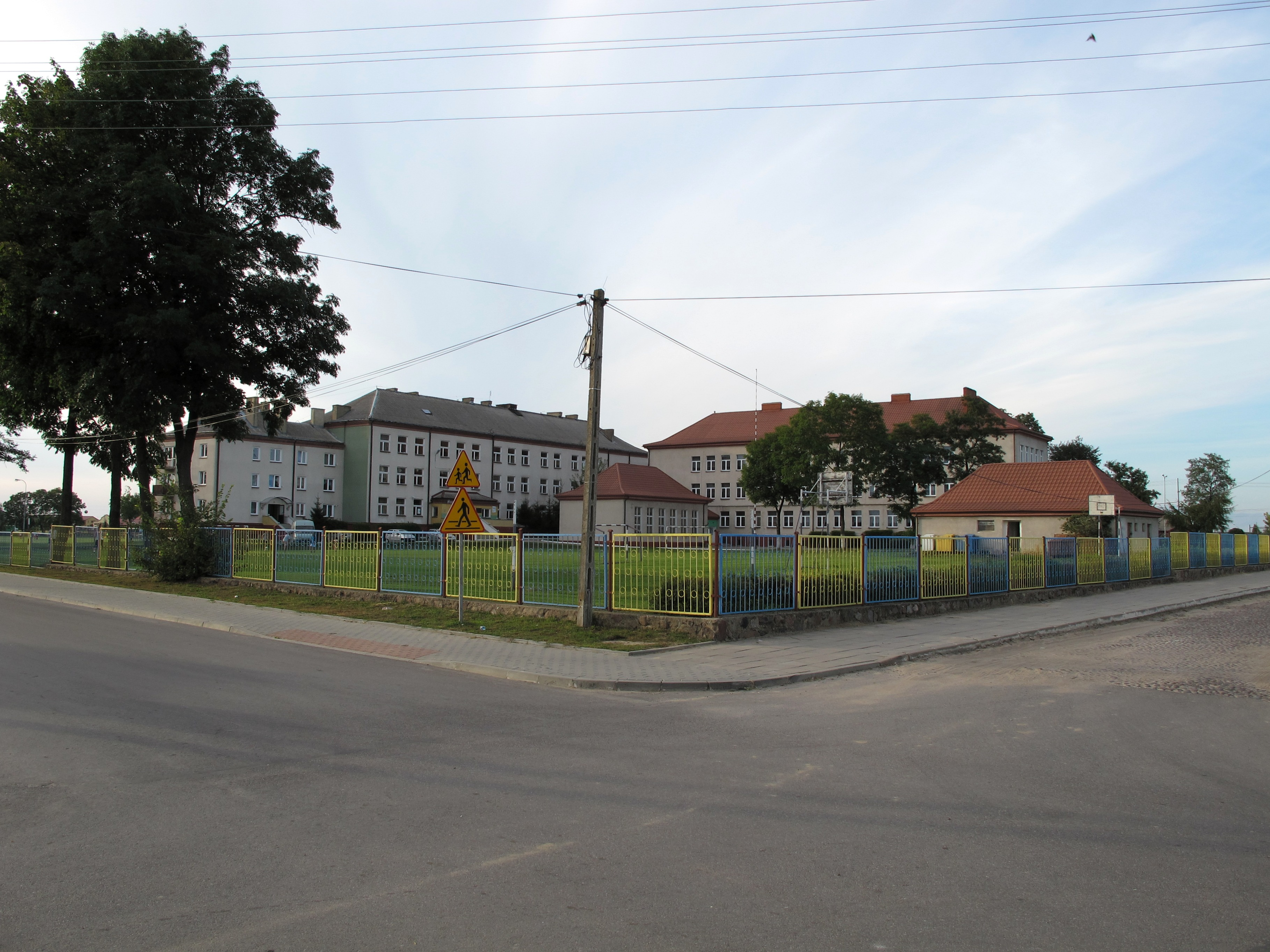
Complexo Escolar Armia Krajowa

- Complexo Escolar de Escolas Armii Krajowej:[23]
  - Escola primária,
  - Ginásio,
  - Liceu de educação geral e
  - Escola profissionalizante básica.

Há também uma quadra de esportes e um campo de futebol em tamanho oficial nas suas instalações No ano letivo 2016/2017, pela primeira vez na história da escola, por falta de candidatos, não foram criadas a primeira turma do ensino médio e a primeira turma da escola profissionalizante. A mesma situação ocorreu no ano seguinte em 2018/2019. Com o exposto, bem como com a reforma do ensino e a liquidação das escolas secundárias inferiores, restou apenas a escola primária do Complexo Escolar. Essa situação mudou um ano depois, quando a Escola Secundária Geral foi reativada, embora até então com apenas um departamento.

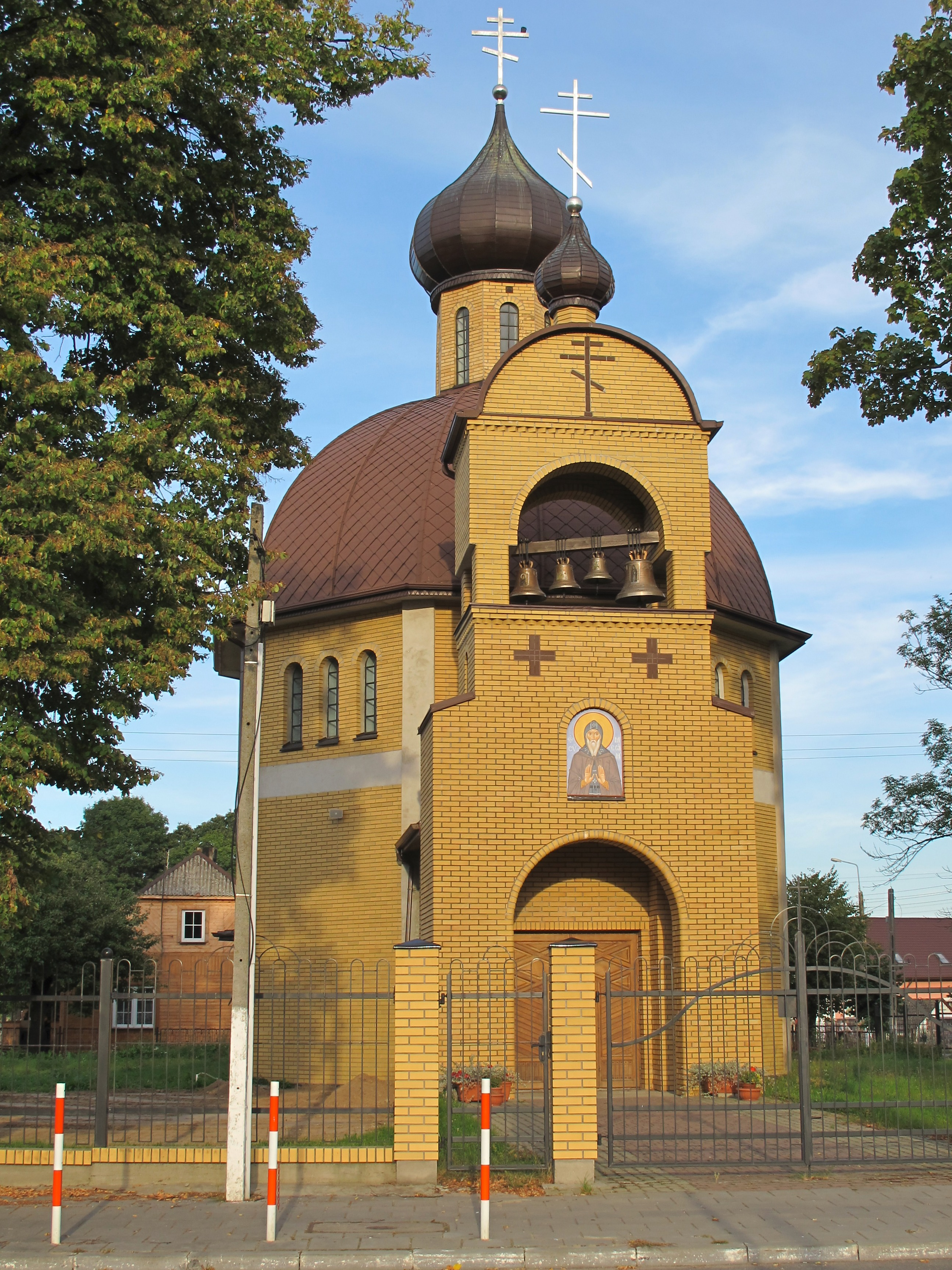
Igreja ortodoxa de São Simeão Słupnik

## Religião

### Igreja Católica de Rito Latino
- Paróquia da Assunção da Bem-Aventurada Virgem Maria
  - Igreja paroquial da Assunção da Bem-Aventurada Virgem Maria

### Igreja Ortodoxa Polonesa
- Igreja filial de São Simeão Słupnik (rua Tadeusza Kościuszki 2), construído em 1997–2005, pertencente à paróquia de São Pedro e São Paulo em Malesze.

## Transportes
Estradas nacionais e provinciais se cruzam na cidade:
- Estrada nacional n.º 66: Zambrów — Bielsk Podlaski — Połowce — fronteira do país
- Estrada provincial n.º 681: Roszki-Wodźki — Łapy — Brańsk — Ciechanowiec